# Mahō Sentai Magiranger
Mahō Sentai Magiranger (jap. 魔法戦隊マジレンジャー Mahō Sentai Majirenjā; Magiczny Oddział Bojowy Magiranger) – japoński serial z gatunku tokusatsu z roku 2005. Jest dwudziestym dziewiątym serialem z sagi Super Sentai stworzonym przez Toei Company. Emitowany był na kanale TV Asahi od 13 lutego 2005 do 12 lutego 2006, liczył 49 odcinków, 2 filmy i krótki odcinek specjalny. Jego amerykańską wersją jest serial Power Rangers: Mistyczna moc.
Każdy odcinek rozpoczyna się słowami: "Magia... to święta moc. Magia- to podróż w nieznane. Magia... to w końcu dowód odwagi!" (jap. 魔法...それは聖なる力。魔法...それは未知への冒険。魔法...そしてそれは勇気の証! Mahō... Sore wa Sei-naru Chikara. Mahō... Sore wa Michi e no Bōken. Mahō... Soshite Sore wa Yūki no Akashi!)

## Fabuła
Wiele lat temu wybuchła wojna między niebiańskim królestwem czarodziejów zwanym Magitopią a imperium ciemności Infershią. Wiedzę o tej wojnie skryto przed zwykłymi ludźmi. Infershia przegrała konflikt i została zapieczętowana, aż po 15 latach wyszła na powierzchnię by zemścić się za pojmanie. Podczas ich ataku piątka dzieci Miyuki Ozu widzi jej przemianę w wojowniczkę-czarodziejkę. Ona zaś daje im tajemnicze Magifony, które pozwolą się im przemienić w wojowników zwanych Magirangersami. Po jej rzekomej śmierci piątka jej dzieci pozostaje sama i musi walczyć z Infershią, a także odkryć, co naprawdę stało się z ich ojcem, o którym tajemnica była skrywana przed nimi przez 15 lat.

## Magirangersi
Rodzina Ozu (jap. 小津一家 Ozu ikka):
- Kai Ozu / Magi Czerwony (小津 魁/マジレッド Ozu Kai/Maji Reddo, Magi Red) – ma 17 lat. Jest najmłodszym dzieckiem i trzecim synem Isamu i Miyuki Ozu. Zwany jest Czerwonym Czarodziejem i włada mocą ognia. Jego symbolem jest feniks. Specjalizuje się w alchemii. Jest uczniem drugiej klasy liceum i zapalonym piłkarzem. Mimo bycia najmłodszym w rodzeństwie pełni funkcję ich przywódcy. Sprzecza się często z Tsubasą. Jest impulsywny i bezpośredni, co często go prowadzi do czynienia błędów, ale także wesoły, miły i odważny, tak jak jego ojciec. Kai nie znosi, gdy jest traktowany jak dziecko i stara się ile może by zyskać aprobatę u rodzeństwa. Jest zakochany z wzajemnością w Yuce Yamazaki i kilka razy ją ratuje. Dziewczyna wie o tym, że Kai jest Magirangersem. Kiedy ojciec piątki zniknął, chłopiec miał niespełna 2 lata, więc nie pamięta go zbyt dobrze, ale, jak na ironię, spośród rodzeństwa to właśnie Kai jest do niego najbardziej podobny. On również najbardziej przejął się śmiercią matki z rąk Wolzarda. Znienawidził go najbardziej i poprzysiągł na nim zemstę, jednak z czasem wychodzi na jaw, że Wolzard był zaginionym ojcem piątki. Kiedy Isamu wrócił do rodziny, Kai miał do niego ogromny żal, że on nie był przy nim na tyle długo, by chłopiec mógł go zapamiętać, a także za to, że cały czas toczyli między sobą wojnę. Po pokonaniu Infershii, Kai wraca do szkoły i zaczyna nosić szatę swego ojca. Kai pojawia się też w 3 odcinku Gokaiger, gdzie informuje tytułowych bohaterów, że aby zdobyć Najwspanialszy Skarb Wszechświata muszą oni zyskać sekretne moce 34 drużyn Sentai, a sam daje im sekret kluczy Magirangersów.

- Tsubasa Ozu / Magi Żółty (小津 翼/マジイエロー Ozu Tsubasa/Maji Ierō, Magi Yellow) – ma 19 lat i jest drugim synem Isamu i Miyuki Ozu. Jest zwany Żółtym Czarodziejem i włada mocą błyskawic. Jego symbolem jest orzeł. Specjalizuje się w magicznych eliksirach. Pełni funkcję zastępcy dowódcy. Tsubasa ma dobrą intuicję, jest wścibski, często buntuje się, ale przy tym jest najrozsądniejszym i najsprytniejszym z rodzeństwa. Sprzecza się z obydwoma braćmi, a wśród nich najwidoczniejszy jest konflikt między nim a Makito. Tsubasa sądzi, że to on, a nie jego apodyktyczny brat winien być głową rodziny gdy rodzice są nieobecni, jednak zwrócił mu honor, gdy po jego zniknięciu zrozumiał, że musi wiedzieć jeszcze trochę na temat więzi rodzinnych. Mimo to kocha całe swe rodzeństwo. Ma dość bliskie relacje z Hōką, mimo różnic w ich charakterach. Jest fanem boksu i trenuje gdy ma wolną chwilę. W 28 odcinku zakochał się w śpiewaczce Rei Mamiyi i nie chciał puścić jej duszy wolno. Próbował ją ratować, gdy potwór Infershii chciał użyć jej duszy do wyleczenia jej gardła, ale mimo że ona odwzajemniła uczucia Tsubasy, nie mogli być razem, gdyż ona już nie żyła. Po pokonaniu Infershii został bokserem. Tsubasa pojawia się także w filmie Boukenger vs Super Sentai, gdzie wraz z Hikaru należy do Drużyny Weteranów.

- Urara Ozu / Magi Niebieska (小津 麗/マジブルー Ozu Urara/Maji Burū, Magi Blue) – ma 20 lat i jest młodszą córką Isamu i Miyuki Ozu. Jest zwana Niebieską Czarodziejką i włada mocą wody. Jej symbolem jest ogon syreny. Specjalizuje się we wróżeniu i gotowaniu. Jest miła, troskliwa, ale także surowa, wymagająca, a nawet nerwowa i czasem brutalna. Zastępuje swemu rodzeństwu matkę, ponieważ Hōka jest zbyt obojętna na wszystko. Stara się chować język za zębami oraz skrywać swe emocje by nie krzywdzić innych, ale czasem nerwowo nie wytrzymuje. Urara często poucza Kaia i czasem jest ofiarą jego żartów. W dzieciństwie panicznie bała się żab, jednak kiedy tylko ona mogła wyzwolić przemienionego w żabę Sungela, przezwyciężyła swój strach. Bała się także wtedy, gdy jeden z Bogów Hadesu - Ropuch planował zasiedlić całą Ziemię żabami. Mimo początkowych animozji, Urara zakochuje się w Hikaru i biorą ślub w 47 odcinku.

- Hōka Ozu / Magi Różowa (小津 芳香/マジピンク Ozu Hōka / Maji Pinku, Magi Pink) – ma 22 lata i jest starszą córką Isamu i Miyuki Ozu. Jest zwana Różową Czarodziejką i włada mocą wiatru. Jej symbolem jest motyl. Specjalizuje się w przemianach i umie się zmienić w dowolny przedmiot, a także osobę. Hōka jest wesoła, lekkomyślna, potrafi przebaczać, ale przy tym jest nieco ograniczona i potrafi stwarzać problemy. Ma kilku chłopaków. Hōka zawsze stara się patrzeć na dobre strony ludzi, a nawet swych wrogów. Nigdy nie osądza czegoś na podstawie uprzedzeń albo pozorów, jednak robi to jeśli chodzi o Infershię (wyjątek stanowi Tytan). Kłóci się ze swoim starszym bratem. Pracuje jako modelka, ale robi to tylko, kiedy ma na to ochotę. Jej rywalkami są Nai i Mea. Hōka godzi się z nimi w ostatnim odcinku, gdy jest im wdzięczna za wskrzeszenie jej ojca i Hikaru.

- Makito Ozu / Magi Zielony (小津 蒔人/マジグリーン Ozu Makito / Maji Gurīn, Magi Green) – ma 24 lata i jest najstarszym dzieckiem i pierworodnym synem Isamu i Miyuki Ozu. Jest zwany Zielonym Czarodziejem i włada mocą ziemi. Jego symbolem jest głowa byka. Najsilniejszy fizycznie z całej piątki. Specjalizuje się w zielarstwie. Makito spędza czas na swoim ogródku, gdzie zajmuje się uprawą warzyw. Ma dziewczynę o imieniu Eriko, która pracuje w herbaciarni. Umie dobrze gotować. Jest osobą wesołą i głośną, ale też apodyktyczną i czasem nieprzyjemną i potrafi zajść za skórę innym, zwłaszcza gdy narzuca innym swe standardy. Mimo że stanowi głowę rodziny i namiastkę ojca dla swego rodzeństwa, szanuje swojego najmłodszego brata jako ich przywódcę w walce, a sam stanowi podporę dla niego i reszty. Jego determinacja pozwoliła rodzeństwu stanąć na nogi w wielu ciężkich chwilach. Kiedy Hikaru staje się mentorem grupy, a Eriko zakochała się w nim, Makito zaczął sądzić, że traci na jego korzyść swą pozycję głowy rodziny, jednak dwójka z czasem dochodzi do porozumienia.

- Hikaru / Magi Błysk (ヒカル/マジシャイン Hikaru/Maji Shain, Magi Shine) – złoty wojownik, ludzka postać Niebiańskiego Świętego Sungela (天空聖者サンジェル Tenkū Seija Sanjeru), który włada mocą Słońca. Postać ta debiutuje w 19 odcinku. 15 lat przed akcją serialu Sungel walczył u boku Blagela w wojnie przeciwko Infershii. Podczas próby zapieczętowania zdrajcy Raigela, Sungel z powodu skutków ubocznych czaru został zamieniony w żabę. Przywrócić go do normalnej postaci mogła tylko Niebieska Czarodziejka, której pocałunek zdjąłby ciążącą na nim klątwę. Urara, która od dzieciństwa bała się żab postanowiła przemóc swój strach i uwolniła Sungela, który przemienił się w Magi Shine'a i pokonał żołnierza Infershii. Postanowił zamieszkać w domu Ozów, stać się mentorem piątki i dołączyć do grupy jako szósty Magiranger. Z powodu świetlistej aury jaka powstała gdy zmienił się z powrotem w człowieka, Sungel otrzymał od Hōki nowe imię - Hikaru (światło). Zakochał się ze wzajemnością w Urarze. Piątka otrzymała od niego Pierścienie Przysięgi, które świadczyły o tym, że są zdolni otrzymać legendarne moce pięciu Niebiańskich Świętych i stać się Legendarnymi Magirangersami. Jest znany z nieco niekonwencjonalnych i nietypowych wyczynów, jednak źle znosi porażki. Jako że jest konduktorem Traveliona, Hikaru wykazuje zainteresowanie pociągami. W końcu pokonał Raigela/Memmy’ego na miecze i zmazał swą hańbę będąc wcześniej przez niego pokonanym. Dzięki Kaiowi i Snowgelowi, Hikaru przekonał się, że czasem przemyśliwanie taktyki bywa nieskuteczne i jest potrzebne działanie natychmiastowe. Pokonało to u niego strach przed Drakiem i umożliwiło to znalezienie jego słabej strony. Mimo że Urara początkowo nie była mu przychylna, to w końcu między nią a Hikaru powstało uczucie, które spowodowało, że w 47 odcinku dwójka bierze ślub, jednak zostaje on przerwany przez Rin. Wraz ze swoim mistrzem Sungel wraca do Magitopii by walczyć z N Mą, jednak ginie wraz z Bragelem. Mimo to dwójka Niebiańskich Świętych zostaje wskrzeszona przez Nai i Meę i powraca do rodziny by ostatecznie pokonać Infershię. Hikaru w końcu żeni się z Urarą. Wraz z Tsubasą pojawia się w filmie Boukenger vs. Super Sentai, gdzie pomaga Boukengersom wydostać się z Komnaty Czasu i dołącza do Drużyny Weteranów.

### Rodzice Magirangersów
- Miyuki Ozu / Magi Matka (小津 深雪/マジマザー Ozu Miyuki/Maji Mazā, Magi Mother) – biała wojowniczka, żona Isamu i matka piątki wojowników. Jest nazywana Białą Czarodziejką i włada mocą lodu.
- Isamu Ozu / Wolzard Ognisty (小津 勇/ウルザードファイヤー Ozu Isamu/Uruzādo Faiyā, Wolzard Fire)

### Broń
- Magifon (マジフォン Maji Fon, Magi Phone)
- Magi Różdżka (マジスティック Maji Sutikku, Magi Stick)
  - Magi Różdżka Miecz (マジスティックソード Maji Sutikku Sōdo, Magi Stick Sword) – osobista broń Magi Czerwonego.
  - Magi Różdżka Kusza (マジスティックボーガン Maji Sutikku Bōgan, Magi Stick Bowgun) – osobista broń Magi Żółtego.
  - Magi Różdżka Topór (マジスティックアックス Maji Sutikku Akkusu, Magi Stick Axe) – osobista broń Magi Zielonego.
- Sky Hokie (スカイホーキー Sukai Hōkī)
- Magi Pięść (マジパンチ Maji Panchi, Magi Punch)
- Chwytofon (グリップフォン Gurippu Fon, Grip Phone)
- Magi Lampa (マジランプ Maji Ranpu, Magi Lamp)
- Wolzafon (ウーザフォン Ūza Fon, Wolzaphone)
- Wolszabla (ウルサーベル Uru Sāberu, Wolsabre)
- Tarcza Jagan (ジャガンシールド Jagan Shīrudo, Jagan Shield)
- Tarczo Kij (ダイアルロッド Daiaru Roddo, Dialrod)
- Tryb Legendarny (レジェンドマジレンジャー Rejendo Majirenjā)

### Majiny i Majū
- Magi Feniks (マジフェニックス Maji Fenikkusu, Magi Phoenix)
- Magi Garuda (マジガルーダ Maji Garūda)
- Magi Syrena (マジマーメイド Maji Māmeido, Magi Mermaid)
- Magi Wróżka (マジフェアリー Maji Fearī, Magi Fairy)
- Magi Byk (マジタウロス Maji Taurosu, Magi Taurus)
- Barikion (バリキオン)
- Unigoluon (ユニゴルオン Yunigoruon)
- Magi Żar-ptak (マジファイヤーバード Maji Faiyābādo, Magi Firebird)
- Magi Lew (マジライオン Maji Raion, Magi Lion)

### Mecha
- Magi Król (マジキング Maji Kingu, Magi King) – główny robot drużyny będący połączeniem Magi Feniksa (tors), Garudy (skrzydła), Syreny (przód łydek i stóp), Wróżki (serce) i Byka (głowa, ręce, nogi). Magirangersi przemienieni w Majiny mogą połączyć się w Magi Króla po wypowiedzeniu zaklęcia "Maaji Jiruma Maji Jinga" (1-2-0-5). Robot jest uzbrojony w miecz zwany Królkaliburem (キングカリバー Kingukaribā, Kingcalibur).
- Magi Smok (マジドラゴン Maji Doragon, Magi Dragon) – maszyna przypominająca smoka, która powstaje z połączenia Magi Garudy (skrzydła i szyja), Syreny (tylne szpony), Wróżki (głowa) i Byka (tors i przednie szpony). Czwórka Magirangersów może połączyć się w Magi Smoka za pomocą zaklęcia "Maaji Jiruma Jinga" (1-2-5), zaś przemieniony w Magi Feniksa Magi Czerwony może na nim jeździć.
- Wolkaiser (ウルカイザー Urukaizā) – połączenie powiększonego Wolzarda z Barikionem. Wolzard aktywuje go zaklęciem "Uura Douza Uru Zanga" i w tej formie jest uzbrojony w lancę powstałą z szyi i ogona Barikiona. Wolkaiser posiada drugą formę zwaną Wolcentaurem (ウルケンタウロス Urukentaurosu, Wolcentaurus), w której Wolzard wchodzi w miejsce głowy Barikiona. Ta forma jest aktywowana zaklęciem "Uura Douza Zanga".
- Firekaiser (ファイヤーカイザー Faiyākaizā) – połączenie Magi Feniksa i Barikiona, aktywowane zaklęciem "Jiruma Maaji Maji Jinga" (2-1-0-5). Połączenie to pojawiło się jedynie w odcinkach 9 i 18, kiedy Barikion został oswojony przez Kaia. Formacja jest uzbrojona w broń przypominającą kosę.
- Travelion (トラベリオン Toraberion)
- Saintkaiser (セイントカイザー Seintokaizā)
- Magi Legenda (マジレジェンド Maji Rejendo, Magi Legend)

## Infershia
- Branken (ブランケン Buranken)
- Nai i Mea/Vancuria (ナイとメア/バンキュリア Nai to Mea/Bankyuria)
- Wolzard (ウルザード Uruzādo)
- Meemy (メーミィ Mēmī) – drugi generał podziemia, przejął dowództwo nad Infershią po śmierci Brankena w 18 odcinku. Meemy to tak naprawdę Niebiański Święty Raigel (天空聖者ライジェル tenkū Seija Raijeru), który 15 lat przed akcją serialu zdradził Magitopię. Chcąc zabić Lunagel odebrał życie osłaniającemu ją Bragelowi, a także stoczył walkę z Sungelem zamieniając go w żabę, jednak sam stał się mumią, którą po kilkunastu latach odnalazła Vancuria. Po wskrzeszeniu przez N Mę Raigel poprzysiągł mu wierność dążąc do odnowienia ciała swojego nowego pana. Jego plany pokrzyżował powrót Sungela jako mentora Magirangersów. Wtedy Meemy przekazał trochę siły Wolzardowi do walki z przeciwnikiem. Będąc zdesperowanym do wskrzeszenia N My użył do tego czterech królów Hadesu. Do tego celu dokonał też zakazanego sposobu - odebrania Legendarnej Mocy Magirangersom, co ostatecznie poskutkowało. Kiedy Kai walczył z Wolzardem, Meemy postanowił stoczyć pojedynek z Hikaru, w którym używał nieczystych sztuczek.  Ostatecznie ginie w nim zabity swoją własną bronią przez rywala w 34 odcinku. Przed śmiercią poprzysiągł, że jego dzieła dokończy Panteon Infershii.
- N Ma (ン・マ N Ma)
- Zobile (ゾビル Zobiru) – piechota Infershii, nie stanowi problemu dla Magirangersów.
- Wyższe Zobile (ハイゾビル Hai Zobiru, High Zobil) – dowodzący Zobilami, również za słabi by stawić opór Magirangersom.

### Panteon Infershii
- Dagon (ダゴン)
- Sfinks (スフィンクス Sufinkusu)
- Tytan (ティターン Titān)
- Ropuch (トード Tōdo, Toad)
- Gorgon (ゴーゴン Gōgon)
- Ifrit (イフリート Ifurīto)
- Sleipnir (スレイプニル Sureipuniru)
- Cyklop (サイクロプス Saikuropusu, Cyclops)
- Drak (ドレイク Doreiku, Drake)
- Wiwerna (ワイバーン Waibān, Wyvern)

## Obsada
- Atsushi Hashimoto – Kai Ozu / Magi Czerwony
- Hiroya Matsumoto – Tsubasa Ozu / Magi Żółty
- Asami Kai – Urara Ozu / Magi Niebieska
- Ayumi Beppu – Hōka Ozu / Magi Różowa
- Yūki Itō – Makito Ozu / Magi Zielony
- Azusa Watanabe – Miyuki Ozu / Magi Matka
- Yōsuke Ichikawa – Hikaru / Magi Błysk
- Tsutomu Isobe – Isamu Ozu / Wolzard
- Kumiko Higa – Mandorek (głos)
- Takeshi Kusao – Smoky (głos)
- Kaoru Hirata – Yuka Yamazaki
- Hisao Egawa – Branken (głos)
- Misa Watanabe – Vancuria (głos)
- Chiaki Horan – Nai
- Tomomi Kitagami – Mea
- Yasuhiro Takato – Memmy (głos)
- Meibi Yamanouchi – Rin / Lunagel
- Katsumi Shiono – N Ma (głos, odc. 2-34)
- Daisuke Namikawa N Ma (głos, 46-49)
- Akio Ōtsuka – Dagon (głos)
- Hideyuki Umezu – Sleipnir (głos)
- Kazuki Yao – Drak (głos)
- Kyoko Terase – Sfinks (głos)
- Atsuko Tanaka – Gorgon (głos)
- Mitsuru Ogata – Tytan (głos)
- Nozomu Sasaki – Wiwern (głos)
- Masato Hirano – Ropuch (głos)
- Ryōtarō Okiayu – Cyklop (głos)
- Tetsu Inada – Ifrit (głos)
- Keiko Han – Snowgel (głos)
- Machiko Soga – Magiel
- Tesshō Genda – Narrator (głos)

### Aktorzy kostiumowi
- Seiji Takaiwa:
  - Magi Czerwony,
  - Magi Feniks
- Hiro Aki – Magi Czerwony
- Yasuhiko Imai:
  - Magi Żółty,
  - Magi Garuda,
  - Wiwern
- Mizuho Nogawa  – Magi Niebieska
- Motoko Nagino – Magi Niebieska
- Yuki Ono – Magi Różowa
- Namihei Koshige – Magi Różowa
- Hirofumi Fukuzawa:
  - Magi Zielony,
  - Magi Król,
  - Magi Legenda,
  - Magi Byk,
  - Lunagel,
  - Tytan
- Hirokazu Iwakami – Magi Zielony
- Yūichi Hachisuka:
  - Magi Matka,
  - Memmy,
  - Cyklop
- Jirō Okamoto:
  - Magi Błysk,
  - Branken,
  - Drak,
  - Snowgel
- Hideaki Kusaka –
  - Wolzard / Wolzard Fire,
  - Sleipnir,
  - Wolkaiser
- Yasuhiro Takeuchi –
  - Smoky,
  - Dagon,
  - Drak
- Naoko Kamio:
  - Smoky,
  - Snowgel
- Masaru Ōbayashi – Vancuria
- Mizuho Nozawa – Magi Syrena

Źródło:

## Muzyka
Opening
- "Mahō Sentai Magiranger" (jap. 魔法戦隊マジレンジャー Mahō Sentai Majirenjā)

Słowa: Yūho Iwasato
Kompozycja: Takafumi Iwasaki
Aranżacja: Seiichi Kyōda
Wykonanie: Takafumi Iwasaki
Ending
- "Jumon Kōrin ~ Magical Force" (jap. 呪文降臨～マジカル・フォース Jumon Kōrin ~ Majikaru Fōsu)

Słowa: Yūho Iwasato
Kompozycja: YOFFY
Aranżacja: Psychic Lover & Kenichirō Ōishi
Wykonanie: Sister MAYO